# Virginia (película)
Virginia (título original What's Wrong With Virginia) es una película del 2010 dirigida y escrita por Dustin Lance Black y su reparto es Jennifer Connelly, Ed Harris, Emma Roberts, Carrie Preston, y Toby Jones.

## Sinopsis
En un pequeño pueblo, Virginia (Jennifer Connelly), que es mentalmente inestable, mantiene durante dos décadas una relación con un sheriff local, Dick Tipton (Ed Harris). Su hijo Emmett (Harrison Gilbertson) actúa como su protector. Mientras Emmett trata de averiguar la identidad de su padre comienza una relación con Jessie Tipton (Emma Roberts), la hija de Dick.

## Reparto
- Jennifer Connelly: Virginia
- Ed Harris: Dick Tipton
- Emma Roberts: Jessie Tipton
- Harrison Gilbertson: Emmett
- Amy Madigan:Mrs. Tipton
- Carrie Preston: Betty
- Toby Jones: Max
- Alex Frost: Josh
- Yeardley Smith: Mrs. Whitaker
- Paul Walter Hauser: Dale

## Producción
La película se rodó en el oeste de Michigan (Holland, Grand Haven, de South Haven, Saugatuck, Zelanda) durante el otoño de 2009 en siete semanas en las calles locales, las casas y los negocios. La historia se llevó al cine gracias a la subvención que ofrecen los programas estatales a la industria del entretenimiento. Para crear un estilo del personaje de Virginia, Dustin Lance Black le pidió a Jennifer Connelly consejos para diseñar el conjunto de la casa del personaje, así como la selección del vestuario que utiliza a través de la película. A lo largo de la filmación y para su estreno, la película fue titulada ¿Qué hay de malo en Virginia?. Black volvió a cortar la película después de su mala recepción inicial y posteriormente la retituló Virginia, para su estreno en los cines. Según IndieWire, Black dijo de su película que "era bonitamente mala". De modo que decidió reeditarla, consiguió un nuevo editor, volvió al guion y finalizó la película.

## Exhibición
La película fue exhibida por primera vez el 15 de septiembre de 2010 en el Festival Internacional de Cine de Toronto.

## Recepción
Virginia recibió malas críticas después de su estreno en el Festival Internacional de Cine de Toronto. Katey Rich de Cinema Blend sostuvo que la película se sostiene por la acción central de Jennifer Connelly y señaló que fue "en cada pasaje y en todos los sentidos imaginables."